# Jérémie Mouiel
Jérémie Mouiel est un joueur français de volley-ball né le 4 mai 1995 à Cannes (Alpes-Maritimes). Il mesure 1,76 m et joue libero.

## Biographie

### Carrière professionnelle
En 2017, il est finaliste de la Coupe de France.

### Vie privée
Il est le fils d'Hervé Mouiel, triple champion du monde de bridge.

## Clubs
| Club           | De        | À         |
| -------------- | --------- | --------- |
| AS Cannes      | 2012-2013 | 2013-2014 |
| Avignon VB     | 2014-2015 | 2014-2015 |
| Chaumont VB 52 | 2015-2016 | 2015-2016 |
| Nantes-Rezé MV | 2016-2017 | 2016-2017 |
| Chaumont VB 52 | 2017-2018 | 2017-2018 |
| AS Cannes      | 2018-2019 | en cours  |

## Palmarès

### En club
- Coupe de France
  - Finaliste : 2017.
- Supercoupe de France
  - Vainqueur : 2017.

### En sélection nationale
- Ligue des nations
  -  : 2018.
- Championnat d'Europe U20
  -  : 2014.
- Mémorial Hubert Wagner
  -  : 2018.